# 이병헌
이병헌(李炳憲, 1970년 7월 12일~)은 대한민국의 배우이다. 1991년 KBS 14기 공채 탤런트로 데뷔했다. 2000년에 박찬욱 감독의 영화 《공동경비구역 JSA》, 2003년 SBS 드라마 《올인》에 출연하며 큰 인기를 끌었다. 2009년에는 《지.아이.조: 전쟁의 서막》을 통해 할리우드에 진출했다. 같은 해에 KBS 드라마 《아이리스》에 출연하여 KBS 연기대상 대상을 수상했다. 2021년에는 드라마《오징어 게임》에 출연하여 전세계적인 할리우드 스타가 되었다. 외국인들은 이병헌을 프론트맨으로 부르기도 한다.

## 생애 및 경력

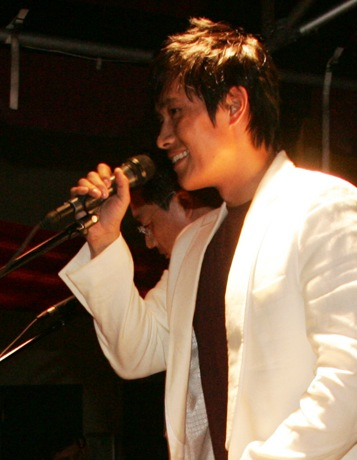
2005년 로리엔 킹스로드에서의 이병헌

이병헌은 1970년 경기도 광주군(현재의 경기도 성남시)에서 1남 1녀 중 첫째로 태어났다. 1991년 KBS 14기 공채 탤런트로 데뷔했다. 1995년 영화 《누가 나를 미치게 하는가》와 《런어웨이》를 통해 영화 배우로도 활동했다.
1999년 SBS TV 드라마 《해피투게더》의 주연이 되었고, 6개월 간의 군복무를 하였으며, 입소 전 앨범 발매를 통해 가수로도 데뷔하였다. 본래 현역으로 입대할 예정이었으나 갑작스러운 아버지의 부음으로 인해 사유가 참작되어, 6개월 단기 사병으로 복무를 마치고 2000년 2월에 복귀하였다. 복귀 후 박찬욱 감독의 2000년 영화 《공동경비구역 JSA》의 주연을 맡아 연기했다.

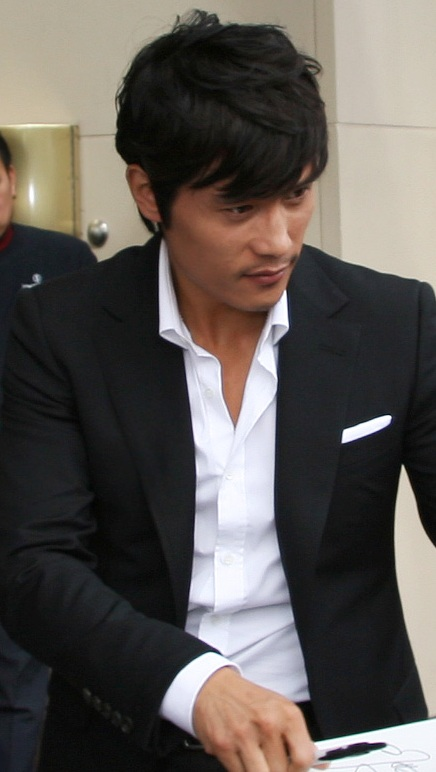
2008년 토론토 국제 프림 페스티벌에서의 이병헌

2001년에 출연한 드라마 《아름다운 날들》과 2003년 드라마 《올인》이 높은 시청률을 기록하였고, 일본에서의 인기에 힘입어 일본 음반 시장에 별도로 발표한 싱글과 드라마 사운드트랙 수록곡을 통해 가수로도 활동하였다. 이후 《누구나 비밀은 있다》(2004), 《달콤한 인생》(2005), 《그해 여름》(2006), 《좋은 놈, 나쁜 놈, 이상한 놈》(2008) 등의 영화에 출연하였다.
기존의 연예 기획사에서 나와 독립한 뒤 2006년 연예 기획사 BH 엔터테인먼트를 설립하여, 전문 경영인을 따로 두었다.
2009년 영화 《지.아이.조: 전쟁의 서막》에서 스톰 쉐도우역을 맡아 헐리우드에 진출하였다. 2009년 KBS 미니시리즈 《아이리스》의 주연을 맡았고, 그 해 KBS 연기대상에서 대상을 수상하였다.
2010년 영화 《악마를 보았다》의 주연으로서 백상예술대상 영화부문 대상을 받았다.
2012년 영화 《광해, 왕이 된 남자》에 주연으로 출연했다. 2012년 영화 《지.아이.조: 전쟁의 서막》에 이어 《지.아이.조 2》에서도 주연 스톰 쉐도우 역을 맡았다. 지.아이.조 2에서 같이 출연한 브루스 윌리스와의 인연으로 2013년 개봉한 영화 《레드: 더 레전드》(원 제목은 레드 2)에 캐스팅되었다. 2015년 아놀드 슈왈츠네거 컴백 작품 《터미네이터 제니시스》에서 T-1000 역할을 소화했다. 2018년 7월 7일부터 방영한 tvN 드라마 《미스터 션샤인》에 출연했다.

## 학력
- 서울대왕국민학교 졸업
- 영동중학교 졸업
- 중동고등학교 졸업
- 한양대학교 안산캠퍼스 문과대학 불어불문학 학사
- 중앙대학교 대학원 신문방송학 석사과정 중퇴

## 가족
2012년 4월 16일 배우 이민정과의 열애설이 떠돌아 화제가 됐으나 소속사에서 이를 부정했다. 그러나 2012년 8월 19일 4개월만에 열애설을 인정하였고, 2013년 8월 10일 서울 그랜드 하얏트 호텔에서 결혼식을 올렸다. 2015년 3월 31일 아들 이준후가 태어났다.

## 사건과 논란

### 폭행 혐의
1998년 이병헌은 폭행 혐의로 불구속 입건 됐다. 1998년 12월 1일 서울 용산구 나이트 클럽에서 서태지와 아이들의 멤버였던 이주노의 친구와 주먹다짐을 한 것으로 드러났다.

### 상습도박 혐의
이병헌은 2008년 가을에 만나 교제를 하기 시작하여 2009년 봄에 헤어진 여성으로부터 민사 소송을 당했다. 권모씨는 그가 자신을 유흥 상대로만 이용하고 버렸기에 그로부터 정신적, 육체적 피해를 입었다고 주장하며 이에 대해 1억 원 대의 손해 배상 청구와 상습 도박 혐의로 고소하였다. 반면 이병헌은 그녀의 주장은 모두 거짓이며, 그녀의 배후에 있는 자들이 자신에게 권씨와의 과거 사실을 폭로하겠다며 금품을 요구했다고 주장하였고, 이러한 협박 사실을 가지고 고소함으로써 맞 받아쳤다.

#### 강병규 개입 사건
서로의 진실 공방이 점점 과열되어 가는 과정에서 TV 진행자 강병규가 새로이 등장하였는데, TV 드라마 《아이리스》 촬영 현장에 강병규가 나타나 폭행이 오고 간 일이 사건에 추가된 것이다. 한편, 강병규가 이병헌을 협박한 바로 그 장본인이라는 의혹이 제기되면서 이병헌이 그도 함께 고소를 하였다.

#### 결론
2010년 이병헌의 상습 도박은 무혐의 처분 되었고 손해배상청구 역시 권씨의 불참석으로 소송이 취하됐다.
반면 강병규는 아이리스 폭행 사건과 협박 혐의가 인정돼 2013년 징역 1년에 집행유예 3년을 선고 받았다.

### 협박 사건
2014년 9월 2일, 같은 해 8월 28일에 술 자리 모임에서 참석했던 이병헌한테 50억 원을 안 내놓으면 음담 패설 동영상을 인터넷에 유포 시켜서 공개하겠다고 그에게 협박을 저질렀다는 혐의로 걸그룹 글램의 다희와 모델 이지연(본명: 한수민)을 구속, 서울중앙지법 형사 9 단독 정은영 부장 판사는 15일 폭력행위 등 처벌에 관한 법률상 공동 공갈 혐의로 기소된 이지연에게 징역 1년 2월, 김다희에게는 징역 1년을 선고했다.
그러나 26일 열린 항소심에서 징역 1년 2월과 징역 1년을 선고한 원심을 깨고 징역 1년에 집행유예 2년을 각각 선고 받았다. 다희의 선고로 사실상 활동이 불가능하여 시유 어펜드 또한 취소되었다.

## 사회 활동
- 2011년 3월 16일 이병헌은 2011년 3월 11일 일본에서 발생한 지진으로 인한 이재민을 돕기 위하여 7억 원을 기부하였고,[17] 2011년 12월 16일 일본 도쿄 시나가와의 유니세프 일본위원회로부터, 성금을 기부한 것에 대해 고마움의 표시로 감사장을 받았다. 이에 이병헌은 “희망을 잃지 않고 재건을 위해 열심히 일어서는 모습을 보니 다행”, “많은 이들이 묵묵하고 꾸준하게 나눔을 실천하고 있는데 이런 자리에 초대 받아 감사 패까지 받게 돼 송구스러울 따름”이라고 수상 소감을 밝히었다.[18]

- 2011년 10월 29일 KBS 1TV는 이병헌이 출연한 ‘2011 희망로드 대장정’ 1편 ‘아프리카 말리’편을 방영하였다. 방송의 내용은 얼굴이 썩어 들어가 목숨을 잃게 되는 병인 노마병에 대한 것과 사막의 모래 바람으로 인하여 시력을 잃은 아이들에게 개안수술을 지원한 것, 그리고 뇌수막염 백신 사업을 지원한 것, 또 깨끗한 전기와 물을 공급한 것 등의 내용을 담았다. KBS는 방영 당시 노마병을 앓고 있는 환자에 대한 지원을 위하여 전화 모금 활동을 벌였고, 총 5278건, 15억 원이 모금 되었다.[19]